# Spilogona pennata
Spilogona pennata är en tvåvingeart som först beskrevs av Malloch 1924.  Spilogona pennata ingår i släktet Spilogona och familjen husflugor. Inga underarter finns listade i Catalogue of Life.